# Fiat FIRE
FIRE – (skrót od "Fully Integrated Robotised Engine") rodzina czterocylindrowych, rzędowych silników o zapłonie iskrowym Fiata, które w połowie lat 80. zastąpiły starszą rodzinę silników OHV. Nazwa pochodzi od sposobu montażu na nowej, całkowicie zrobotyzowanej linii produkcyjnej (system "Robogate").
Były to silniki proste konstrukcyjnie, lekkie, o wysokiej trwałości i rezerwach wytrzymałościowych. Rodzina obejmowała szereg jednostek o pojemnościach 769 cm³ do 1368 cm³ z 8 zaworami oraz o pojemnościach 999 i 1242 cm³ z 16 zaworami (określane jako Super-FIRE).
Od 2003 roku produkowana jest jednostka o pojemności 1368 cm³ w wersjach z 8 i z 16 zaworami ze zmiennymi fazami rozrządu oraz EGR. Silnik ten produkowany był pod nazwą 8V-Jet i Starjet.
W 2005 roku wprowadzono turbodoładowaną wersję silnika T-Jet o pojemności 1368 cm³ o rozrządzie DOHC i 4 zaworami na cylinder.

## Lista silników FIRE
(pojemność, średnica cylindra x skok tłoka)
- 769 cm³ 8v, 65 mm x 58 mm (1986 – 1992)
- 999 cm³ 8v, 70 mm x 64,9 mm (1986 – 1993)
- 999 cm³ 8v SPI (1993 – 2003)
- 999 cm³ 16v SMPI (do chwili obecnej w Brazylii)
- 1108 cm³ 8v, 70 mm x 72 mm (1983 – 1993)
- 1108 cm³ 8v SPI (1993 – 2000)
- 1108 cm³ 8v MPI (od 2001, w produkcji)
- 1242 cm³ 8v, 70,8 mm x 78,9 mm SPI (1993 – 1999)
- 1242 cm³ 8v MPI (od 1993, w produkcji)
- 1242 cm³ 16v SMPI (od 1998, w produkcji)
- 1242 cm³ 16v SMPI turbo (od 1998, w produkcji)
- 1368 cm³ 8v, 72 mm x 84 mm SMPI StarJet (od 2005, w produkcji)
- 1368 cm³ 16v SMPI StarJet (od 2003, w produkcji)
- 1368 cm³ 16v SMPI Turbo T-Jet (od 2006, w produkcji)

## Lista samochodów, w których stosowano silnik FIRE
- Lancia Y10 (1985) 999-1108 cm³
- Fiat Uno (1986) 999-1108 cm³
- Fiat Panda (1986) 750-999-1108 cm³
- Fiat Tipo (1988) 1108 cm³
- Fiat Punto (1993) 1108-1242 cm³
- Fiat Cinquecento (1994) 1108 cm³
- Fiat Bravo/a (1995) 1242 cm³
- Lancia Y (1996) 1108-1242 cm³
- Fiat Palio (1997) 1242 cm³
- Fiat Seicento (1998) 1108 cm³
- Fiat Stilo (2001) 1242-1368 cm³
- Fiat Panda (2003) 1108-1242-1368 cm³
- Fiat Idea (2003) 1242-1368 cm³
- Lancia Ypsilon (2003) 1242-1368 cm³
- Lancia Musa (2004) 1368 cm³
- Fiat Grande Punto (2005) 1242-1368 cm³
- Fiat Bravo (2007) 1368 cm³
- Fiat 500 (2007) 1242-1368 cm³
- Lancia Delta (2008) 1368 cm³
- Alfa Romeo MiTo (2008) 1368 cm³
- Tata Indica Vista (2010) 1368 cm³
- Jeep Renegade (2015-) 1368 cm